# Paracorymbia otini
Paracorymbia otini är en skalbaggsart som först beskrevs av Henri de Peyerimhoff 1949.  Paracorymbia otini ingår i släktet Paracorymbia och familjen långhorningar. Inga underarter finns listade i Catalogue of Life.